# Alexis Contin
Alexis Contin, né le 19 octobre 1986 à Saint-Malo, en Ille-et-Vilaine, est un patineur de vitesse français. Il est spécialisé dans les longues distances (5 000 et 10 000 mètres). Membre du Levallois Sporting Club jusqu'en septembre 2012, il fait maintenant partie du club Easy Roller de Saint-Malo et est licencié du club de Cholet CST pour la glace.

## Carrière sportive

### Parcours en Roller
Alexis Contin a été champion du monde à 18 ans.
Il cumule en date de 2014 dix titres en roller de vitesse.
- 2013
  - Champion du monde Roller Route - 20 000 m
  - Vice-champion du monde Roller Piste - 1 000 m
  - Vice-champion du monde Roller Piste - 10 000 m
  - 3e aux championnats du Monde Roller Piste - 15 000 m
  - 3e aux championnats du Monde Roller Piste - Relais - Américaine (avec Gwendal Le Pivert et Nicolas Pelloquin)
  - 3e aux championnats du Monde Roller Route - Relais - Américaine (avec Ewen Fernandez et Nolan Beddiaf)
  - Vice-champion d'Europe Roller Marathon
  - Vice-champion d'Europe Roller Piste - 15 000 m
- 2014
  - Champion du monde Roller Marathon
  - Champion du monde Roller Route - Course à points
  - Champion du monde Roller Piste - Relais - Américaine 3 000 m
  - Champion du monde Roller Piste - Relais - Online 1 000 m
  - Champion d'Europe Roller Piste - Par élimination
  - Champion d'Europe Roller Piste - Par points

### Carrière dans le patinage de vitesse
Alexis Contin a débuté sur le plan international à une compétition de la Coupe du monde en décembre 2006. En janvier 2007, il a débuté au Championnat européen toutes épreuves où il a terminé 17e.
Puis, le 7 janvier 2008, le journal hollandais De Telegraaf a annoncé qu'il avait rompu son contrat avec son club à cause du manque de motivation. Néanmoins, il a participé au championnat européen toutes épreuves de 2009. Il annoncé que la saison précédente il s'était mis au patinage de marathon.
Il a participé aux Jeux olympiques de 2010 à Vancouver, où il s'est classé 6e sur le 5 000 et 4e sur le 10 000 m. Aux championnats d'Europe de la même année, il obtient deux médailles : l'argent au 10 000 m et le bronze au 5 000 m.
Après des Championnats du monde 2013 ratés à Sotchi avec une 14e place au 5 000 m et une 15e place au 1 500 m, la fédération française décide de ne plus l'aider financièrement tout comme la Police qui rompt son contrat. Esseulé, Alexis Contin intègre l'équipe professionnelle néerlandaise BAM et ne peut compter que sur son entraîneur Alain Nègre qui le suit depuis son titre mondial à rollers. Lors de la saison 2013-2014 dans l'optique des Jeux olympiques de Sotchi, il bat les records de France au 1 500 m, 5 000 m et la poursuite avec Benjamin Macé et Ewen Fernandez lors de la première étape de la Coupe du monde de patinage de vitesse à Calgary, lui permettant de se fixer comme objectif une médaille olympique. Cependant, il est victime d'une hyperthyroïdie à l'approche des Jeux et doit abandonner les espoirs de médaille.
En février 2015, après deux cinquièmes places obtenues sur le 1 500 m et le 5 000 m, il est médaillé de bronze sur la mass-start lors des Championnats du monde simple distance d'Heerenveen, ce qui en fait le premier français médaillé mondial depuis André Kouprianoff en 1960.
En 2018, il participe aux Jeux olympiques de PyeongChang, terminant 11e sur la course du 5 000 m et 10e de l'épreuve de Mass start.
Il est consultant pour France Télévisions pour les Jeux olympiques de Pékin en 2022 pour commenter les épreuves de patinage de vitesse aux côtés de Benoît Durand.

### Résultats lors desJeux olympiques d'hiver
| Épreuve / Édition   | 500 mètres | 1 000 mètres | 1 500 mètres | 5 000 mètres | 10 000 mètres | Mass start | Poursuite par équipes |
| JO 2010 Vancouver   | —          | —            | —            | 6e           | 4e            | —          | —                     |
| JO 2014 Sotchi      | —          | —            | —            | —            | —             | —          | 8e                    |
| JO 2018 PyeongChang | —          | —            | 22e          | 11e          | —             | 10e        | —                     |

Légende :
- : première place, médaille d'or
- : deuxième place, médaille d'argent
- : troisième place, médaille de bronze
- : pas d'épreuve
- — : Non disputée par le patineur
- DSQ : disqualifiée

### Championnats du monde simple distance de patinage de vitesse
- 2015 :  Médaille de bronze de la mass-start
- 2016 :  Médaille de bronze de la mass-start
- 2017 :  Médaille d'argent de la mass-start

### Championnats du monde toutes épreuves de patinage de vitesse
- 5e place à Heerenveen  2015[9] avec un record de France à la clef sur le 10 000 mètres.

### Coupe du monde
- Vainqueur de la coupe du monde de mass-start en 2011-2012.
- Meilleur résultat individuel : 2e place.
- 6 podiums dont quatre en mass-start, un sur le 5 000 m et un sur le 10 000 m.

### Records personnels
| Épreuve  | Temps         | Lieu           | Date              |
| -------- | ------------- | -------------- | ----------------- |
| 500 m    | 36 s 66       | Calgary        | 12 février 2011   |
| 1 000 m  | 1 min 10 s 25 | Calgary        | 9 janvier 2013    |
| 1 500 m  | 1 min 44 s 00 | Salt Lake City | 16 novembre 2013  |
| 3 000 m  | 3 min 40 s 11 | Calgary        | 25 septembre 2010 |
| 5 000 m  | 6 min 11 s 95 | Calgary        | 10 novembre 2013  |
| 10 000 m | 13 min 4 s 80 | Calgary        | 8 mars 2015       |

Légende :

En gras : record de France

## Sources
- Ressources relatives au sport :   - Association internationale des Jeux mondiaux
  - CIO
  - EspritBleu
  - LesSports
  - Olympedia
  - Speedskatingbase.eu
  - SpeedSkatingNews
  - SpeedSkatingStats
- (en) Résultats d'Alexis Contin sur SkateResults.com (archive mars 2007)
- (en) Records d'Alexis Contin sur Jakub Majerski's Speedskating Database